# Пајавац
Пајавац, негундовац, јасенолисни јавор (Acer negundo L.) једно време био је издвојен у посебан род, у односу на јаворе и имао назив Negundo aceroides (L.) Moench и синониме N. negundo (L.) Karst., N. lobatum Rat., N. fraxinifolia Nutt., N. virginianum Med. и Rulac negundo Hitchc.. Име врсте је латинизирани народни назив за род Vitex на санскриту nirguṇḍī.

## Опис врсте
Листопадно дводомо дрво. У оквиру свог природног ареала достиже висину до 25 m и прсни пречник 30-50 cm ређе до 1 m. Има изразито дебло и широку гранату круну. Изданци дуги, шиболики, зеленкасти, глатки, превучени биличастим или љубичастим воском. 
Лист је непарно перасто сложен из 3 до 5 (9) лиски које су јајасте или елиптично ланцетасте, неправилно грубо назубљене, дуге 5–10 cm и 3–7 cm широке. Непарна вршна лиска је некад ражњевита.
Цветови су без крунице, петочлани, у 10–20 cm дугим висећим жуто-зеленим гроздовима. Женски су мањи са длакавим плодником који је на диску делимично затворен чашицом двоок је и са два криоца; стубићи раздвојени од основе на два кончаста жига. Мушки у праменовима са 4-6 црвенкастих прашника. Цвета рано у марту, пре листања. Донедавно се сматрало да је негундовац диецка и протандрична врста. Међутим у Пољској су 2005. откривена стабла са двополним цветовима. Полен се разноси ветром, али постоје подаци и о пчелама као полинаторима.
Плод чине две шизокарпне крилате орашице које су у почетку зелене, касније жутосмеђе, под оштрим углом једна на другу, криоца су савијена према унутра, нежна, старењем постају скоро прозирна. Део са семеном овално издужен 1–2 cm, криоце 2–3 cm. Семе ексалбуминско, ембрион жут са савијеним котиледонима. 

## Ареал
Природно распрострањење у речним долинама источног и централног дела САД и југа Канаде у приобалним шумама и шумама пространих равница Средњег запада. Опсег интродукције: Евроазија, Аустралија, Јужна Америка, Африка. У Европу је интродикован 1688. године.

## Биоеколошке карактеристике
Расте на различитим земљиштима, чак и на доста влажним и заслањеним теренима. Најбољу виталност показује на влажним, песковитим, али добро дренираним алувијалним земљиштима. Хелиофилна врста. Подноси веома различите станишне услове. Толерантан је према дефициту земљише влаге. Лако се адаптира на земљиштима ниске нутритивне вредности. Женска стабла боље успевају на влажнијим и нутритивно богатијим земљиштима.
Пајавац је отпоран према плављењу, али не као тополе и врбе. У свом природном ареалу јавља се око речних токова, али у горњој поплавној тераси. Станишта на којима пајавац има инвазивне карактеристике су врло слична стаништима у оквиру природног ареала. Колонизује заједнице око мањих речних токова и ивице шуме. Ако плавњење изостаје долази до сукцесије па ову врсту замењују друге. 
Максимални животни век је око 100 година. Прецизно мерење старости је отежано због одсуства централних годова.

## Значај
Ова врста и велики број њених култивара се често користе у хортикултури и пејзажној архитектури. С обзиром на висок интензитет фотосинтезе може допринети квалитету ваздуха у градским срединама. Широко се гаји у Европи од XVII века. Главна предност је отпорност на градске услове, а мана кратковечност и ветроломи. Основна форма, стога нема вредност за ове сврхе, али поједине украсне форме примењују се са успехом као што је Acer negundo 'Variegatum'.
Брзо формира густе шибљаке што је у градски срединама често непожељно. Користи се много за дрвореде, али брзо долази до суховрхости већ око 25. до 30. године. Добро подноси ниске температуре и сушу. Иако спада међу врсте које добро подносе услове градског климата, оштећују је отровни гасови, али се брзо опоравља. Веома је варијабилна. Узгаја се у парковима и као врста за дрвореде због лепоте круне. Може да се користи у ветрозаштитним појасевима. Засецањем дебла добија се слаткасти сируп, као и код северноамеричке врсте шећерног јавора (Acer saccharum).
Јавља се дуж речних обала, у поплавним зонама око река и потока. Врло брзо насењава станишта угрожена антропопресијом као што су железничке пруге, путеви, на ободима депонија, обалоутврде, јаркови, шкарпе, изграђени простори, па чак и кровови зграда. Уобичајена је врста у партајским блоковима. Пајавац насељава оне просторе у којима постоји или је некада постојала људска активност. На влажним стаништима пајавац угрожава зељасту флору. У оквиру свог природног ареала врста је веома осетњива на патогене. Acer negundo потискује домаћу вегетацију и на тај начин штети биодиверзитету простора у који је унет. 
Дрво је меко, лако и слабо зато се ретко користи, углавном за производњу дрвене амбалаже, јефтиног намештаја и предмета за домаћинство.

## Размножавање
Лако се размножава семеном. Плодови се расејавају у касну јесен или током зиме после хладног периода, када је семе спремно за клијање. Достизање репродуктивне фазе (плодоношења) зависи од еколошких услова. Биљке на отвореном и умерено хранљивим земљиштима могу плодоносити од пете године, док у сенци и после 15. године. Осветљеност утиче на обилност урода – женске индивидуе које расту на отвореном продукују пет пута већу количину семена од оних које имају лошији светлосни режим. Максимална обилност урода по стаблу креће се између 100 000 и 500 000 орашица. 